# Madeline Zima
Madeline Rose Zima (* 16. září 1985 New Haven, Connecticut) je americká herečka. Mezi její nejznámější role patří postava šestileté Grace Sheffield v televizním seriálu Chůva k pohledání a Mia Cross v seriálu Californication či Gretchen v seriálu Hrdinové.

## Biografie
Narodila se v New Havenu v Connecticutu Marii a Dennisovi Zimovým. Má dvě mladší sestry, Vanessu a Yvonne, které jsou obě rovněž herečky. V polštině i češtině znamená její příjmení roční období „zima“ a příjmení samotné pochází od jejího děda z matčiny strany, který pocházel z Polska.

### Herecká kariéra
Svoji hereckou kariéru zahájila již jako dvouletá, když se jako batole objevila v televizní reklamě na aviváž Downy Jako dítě pak po šest let ztvárňovala postavu Grace Sheffield v televizním seriálu Chůva k pohledání. Hrála ve filmu The Hand That Rocks the Cradle a v roce 2004 též ve filmu režiséra Marka Rosmana s názvem Moderní Popelka. Objevila se ve filmech Dimples, Looking for Sunday, Once in a Very Blue Moon a Legacy.
V letech 2007 až 2009 hrála Miu Cross, předčasně sexuálně vyspělou a protřelou dívku, v seriálu Californication. V roce 2009 se připojila k obsazení seriálu Hrdinové, kde ztvárnila Gretchen, svéráznou bisexuální spolubydlící Claire Bennetové.

## Filmografie

### Film
| Rok  | Název                            | Role              | Poznámky            |
| ---- | -------------------------------- | ----------------- | ------------------- |
| 1992 | Ruka na kolébce                  | Emma Bartelová    |                     |
| 1993 | Pan chůva, neboli osobní strážce | Kate Mason        |                     |
| 1993 | The Last Supper                  | Holly             | krátkometrážní film |
| 1997 | Než jsme se našli                | Gwen ve 12 letech |                     |
| 1998 | The Rose Sisters                 |                   |                     |
| 1998 | Další šance                      | Melinda Judd      |                     |
| 2001 | The Big Leaf Tobacco Company     | dívka #1          | krátkometrážní film |
| 2004 | Moderní Popelka                  | Brianna           |                     |
| 2006 | Looking for Sunday               | Trisha            |                     |
| 2008 | Protivný svůdný holky            | Zoey Martinová    |                     |
| 2008 | Dimples                          | Frances           |                     |
| 2008 | Streak                           | Stella            | krátkometrážní film |
| 2008 | 5 or Die                         | Amelia            | krátkometrážní film |
| 2009 | The Collector                    | Jill Chase        |                     |
| 2010 | Trance                           | Jessica           |                     |
| 2010 | First Dates                      | Kelly             |                     |
| 2011 | Domácí záležitosti               | Mitzy Steinbacher |                     |
| 2011 | Příšerka v Paříži                | Maud (hlas)       | anglický dabing     |
| 2012 | Vražedná dohoda                  | Alex Layton       |                     |
| 2012 | Crazy Kind of Love               | Annie             |                     |
| 2012 | Crazy Eyes                       | Rebecca           |                     |
| 2012 | Lake Effects                     | Lily              |                     |
| 2014 | #Stuck                           | Holly             |                     |
| 2014 | From A to B                      | Samantha          |                     |
| 2015 | Weepah Way for Now               | Lauren            |                     |
| 2018 | Painkillers                      | Chloe Clarke      |                     |

### Televize
| Rok       | Název                     | Role                  | Poznámky                              |
| --------- | ------------------------- | --------------------- | ------------------------------------- |
| 1993      | Právo a pořádek           | Samantha Silver       | díl: „Velká rodina“                   |
| 1993–1999 | Chůva k pohledání         | Grace Sheffield       | hlavní role, 144 dílů                 |
| 1996      | JAG                       | Cathy Gold            | díl: „Úkazy“                          |
| 1997      | Dotek anděla              | Alexandra "Ally"      | díl: „Children of the Night“          |
| 1999      | Chicken Soup for the Soul | Katie                 | díl: „Starlight, Star Bright“         |
| 1999      | Chasing Secrets           | Jo Ann Foley          | TV film                               |
| 1999      | Příslib smrti             | Danielle Farris       | TV film                               |
| 2000      | Dirigent                  | Rachel Green          | TV film                               |
| 2001      | Noční můry                | Alexis Hall           | 2 díly                                |
| 2001      | Tatík Hill a spol.        | Různé hlasy           | 2 díly                                |
| 2001      | Gilmorova děvčata         | Lisa                  | díl: „Jablko nepadá daleko od stromu“ |
| 2003      | Sedmé nebe                | Alice Millerová       | díl: „Zeptej se Alice“                |
| 2003      | Lucy                      | Lucille Ball          | TV film                               |
| 2004      | Křižovatky medicíny       | Pam                   | díl: „Like Cures Like“                |
| 2006      | 3 libry                   | Cassie Mack           | díl: „Lost for Words“                 |
| 2007      | Posel ztracených duší     | Maddy Strom           | díl: „Mean Ghost“                     |
| 2007      | Chirurgové                | Marissa               | díl: „Věčně mladí“                    |
| 2007–2011 | Californication           | Mia Lewis             | hlavní role (1.–2. řada), 28 dílů     |
| 2009–2010 | Hrdinové                  | Gretchen Berg         | vedlejší role, 11 dílů                |
| 2010      | My Boys                   | Ashley                | díl: „Be a Man!“                      |
| 2010      | Píseň mého srdce          | Billie                | TV film                               |
| 2011      | Milionový lékař           | Toby Thompson         | díl: „Me First“                       |
| 2012      | Upíří deníky              | Charlotte             | díl: „Upírská oddanost“               |
| 2013      | Gilded Lilys              | Abigail               | neprodaný televizní pilotní díl       |
| 2013–2014 | Betas                     | Jordan Alexis         | vedlejší role, 6 dílů                 |
| 2015      | Grimm                     | Emily Troyer          | díl: „Souboj o krásnou pannu“         |
| 2015      | Agent X                   | Brenda Pelton / Molly | díl: „Truth, Lies and Consequences“   |
| 2016      | I Am Watching You         | Nora                  | TV film                               |
| 2017      | Městečko Twin Peaks       | Tracey Barberato      | 2 díly                                |

## Ocenění a nominace
Třikrát byla nominována na cenu YoungStar Award, a to v letech 1995, 1997 a 1999. Všechny tyto nominace získala v kategorii nejlepší mladá herečka za komediální seriál Chůva k pohledání (1993).
Byla rovněž třináctkrát nominována na cenu Young Artist Awards:
- 1993 – Nejlepší výkon mladé herečka pod 10 let ve filmu za Ruka na kolébce (1992)
- 1994 – Nejlepší výkon mladé herečky v hlavní roli v komediálním filmu a nejlepší výkon mladého obsazení v televizním seriálu , společně s Benjaminem Salisburym a Nicholle Tomovou za Chůvu k pohledání (1993)
- 1995 – Nejlepší výkon mladé herečka v hostující roli v televizním seriálu za Právo a pořádek (1990) a nejlepší výkon mladého obsazení v televizním seriálu, společně s Benjaminem Salisburym a Nicholle Tomovou, nejlepší výkon mladé herečky pod 10 let ve filmu a nejlepší výkon herečky pod 10 let v televizním seriálu, všechno za Chůvu k pohledání (1993)
- 1996 – nejlepší výkon mladé herečky v televizním komediálním seriálu, za Chůvu k pohledání (1993)
- 1998 – nejlepší výkon mladé herečky ve vedlejší roli v televizním komediálním seriálu, za Chůvu k pohledání (1993)
- 2001 – nejlepší výkon mladé herečky v televizním filmu v hlavní roli, za film Dirigent